# Tchagra
Tchagra – rodzaj ptaków z rodziny dzierzbików (Malaconotidae).

## Zasięg występowania
Rodzaj obejmuje gatunki występujące w Afryce oraz na Półwyspie Arabskim.

## Morfologia
Długość ciała 16–23 cm; masa ciała 22–55 g (samce są większe i cięższe od samic).

## Systematyka
Rodzaj zdefiniował w 1831 roku francuski zoolog René Lesson w publikacji swojego autorstwa Traité d’ornithologie. Jako gatunek typowy Lesson wyznaczył czagrę przylądkową (T. tchagra).  

### Etymologia
- Pomatorhynchus (Pamatorhynchus): gr. πωμα pōma, πωματος pōmatos „pokrywa, wieko”; ῥυγχος rhunkhos „dziób”[12]. Typ nomenklatoryczny: „le Tchagra” Levaillant (= Thamnophilus tchagra Vieillot, 1816).
- Tchagra: francuska onomatopeja „Tchagra”, nadana czagrze przylądkowej przez Levaillanta w 1800 roku, na wzór jej nieustannego nawoływania „tch tcha tcha gra”[13].
- Telophonus: gr. τελος telos „doskonały”; -φωνος -phōnos „dźwięczny, brzmiący”, od φωνη phōnē „dźwięk, głos”[14]. Typ nomenklatoryczny: Telophonus erythropterus Swainson, 1837 (= Thamnophilus tchagra Vieillot, 1816).
- Psalter: gr. ψαλτης psaltēs „harfista”, od ψαλτηριον psaltērion „harfa”, od ψαλλω psallō „wyrywać, rwać”[15]. Typ nomenklatoryczny: Telophonus longirostris Swainson, 1838 (= Thamnophilus tchagra Vieillot, 1816).
- Harpolestes: gr. ἁρπη harpē „sierp”; λῃστης lēistēs „złodziej” (tj. dzierzba), od λῃστευω lēisteuō „kraść”[16]. Typ nomenklatoryczny: Telophonus longirostris Swainson, 1838 (= Thamnophilus tchagra Vieillot, 1816).
- Tschagroides: rodzaj Tchagra Lesson, 1831 (czagra); gr. -οιδης -oidēs „przypominający”[17]. Typ nomenklatoryczny: Melaconotus australis A. Smith, 1836.
- Orthotchagra: gr. ορθος orthos „prosty”; rodzaj Tchagra Lesson, 1831 (czagra)[18].

### Podział systematyczny
Do rodzaju należą następujące gatunki:
- Tchagra australis (A. Smith, 1836) – czagra brązowołbista
- Tchagra jamesi (Shelley, 1885) – czagra szara
- Tchagra tchagra (Vieillot, 1816) – czagra przylądkowa
- Tchagra senegalus (Linnaeus, 1766) – czagra senegalska